# Émmeline Mainguy
Émmeline Mainguy, née le 12 juin 1988 à Caen, est une footballeuse française évoluant au poste de gardienne de but au SM Caen.

## Biographie
Elle a évolué au poste de gardienne de but à Lyon et en équipe de France des moins de 19 ans.

## Palmarès
- Championne de France : 2008 (Olympique lyonnais)
- Vainqueur de la Coupe de France (Challenge de France) : 2008 (Olympique lyonnais)
- Demi-finaliste de la Ligue des champions féminine de l'UEFA (Coupe de l'UEFA féminine) : 2008 (Olympique lyonnais)